# Viljen til Thy
|  | Denne artikel er oprettet af botten PalnaBot ud fra en ekstern database. Den kan derfor have sproglige fejl eller mangler. Denne skabelon kan fjernes efter kontrol af indholdet. |

Viljen til Thy er en dokumentarfilm instrueret af Jørgen Vestergaard efter manuskript af Jørgen Vestergaard.

## Handling
Thy har altid været under forvandling, men i de sidste 40 år er det gået hurtigere end nogensinde. Åbningen af Hanstholm Havn og egnsudviklingsloven satte skub i den industrielle udvikling. Fra 1970 begyndte sjællandske industrier at oprette filialer i Thy, kvinderne kom ud på arbejdsmarkedet, og mange landboere blev industriarbejdere. Landbruget var stadigvæk et vigtigt erhverv, men måtte tilpasse sig gennem specialisering og stordrift. Filmen lader en flok kvinder og mænd komme til orde med erfaring fra den nærmeste fortid. Der er filmklip fra 60'erne, og der er glimt af den folkelige kultur.